# Faium
Faium (árabe: الفيوم‎ el-Fayyūm ), também grafada como Faiyum ou Fayum, é uma cidade do Médio Egito localizada 130 km a sudoeste do Cairo. Capital da província de Faium. Originalmente chamada de Shedet em egípcio, os gregos chamavam de: Κροκοδειλόπολις, romanizado: Krokodilópolis, e posteriormente em Grego Bizantino:  Ἀρσινόη, romanizado: Arsinoë. É uma das cidades mais antigas do Egito devido à sua localização estratégica.